# Hayward Field
L'Hayward Field è uno stadio polivalente situato a Eugene, in Oregon, Stati Uniti. Si trova sul campus dell'Università dell'Oregon, che possiede anche l'impianto. Prende il nome da Bill Hayward, capo allenatore del dipartimento di atletica leggera dell'università dal 1904 al 1947.
La pista d'atletica, della lunghezza di 400 metri, è composta da nove corsie.

## Storia
Hayward Field è stato costruito nel 1919 come sede della squadra di football americano dell'università, l'Oregon Ducks football. Nel 1921 venne aggiunta la pista di atletica con sei corsie per la squadra di atletica leggera Oregon Ducks Track & Field. Dopo che l'Oregon Ducks Football si trasferì nell'Autzen Stadium nel 1967, l'Hayward Field divenne uno stadio di pura atletica. Nel 1970, una pista sintetica di otto piste sostituì la vecchia pista in cenere e nel 1975 fu ampliata la tribuna principale. Le tribune degli spettatori hanno ospitato 10 500 visitatori.
Diversi campionati NCAA e statunitensi di atletica leggera, nonché i Trials per le Olimpiadi estive, si sono svolti a Hayward Field. L'evento regolare più famoso è il Prefontaine Classic (meeting incluso nel circuito della Diamond League), dal nome dell'ex atleta e alunno dell'Università dell'Oregon, Steve Prefontaine; nel 2019, a causa della ristrutturazione per i successivi campionati mondiali, l'evento è stato trasferito temporaneamente al Cobb Track and Angell Field presso l'Università di Stanford di Palo Alto.
Il 22 e 23 giugno 2012, durante i Trials per i Giochi della XXX Olimpiade di Londra, Ashton Eaton è riuscito a battere il record mondiale di decathlon precedentemente stabilito dal ceco Roman Šebrle con 9 039 punti.
Nel 2014 si sono svolti all'Hayward Field i campionati del mondo juniores di atletica leggera.
La città di Eugene con Hayward Field è stata selezionata dalla IAAF, oggi World Athletics, come sede dei campionati del mondo di atletica leggera 2021. Per questo motivo lo stadio è stato completamente rinnovato a partire dal 2018; è stato installato un tetto trasparente e costruita una torre di nove piani a forma di torcia olimpica all'estremità nord-est del complesso. I costi sono completamente coperti da donazioni private.
A causa della pandemia di COVID-19, i Mondiali di atletica leggera sono stati posticipati di un anno dal 2021 al 2022.
Ad aprile 2021 lo stadio è stato inaugurato e utilizzato a giugno in occasione dei Trials per i Giochi della XXXII Olimpiade di Tokyo, evento durante il quale Ryan Crouser ha stabilito il nuovo record mondiale nel getto del peso con 23,37 metri, superando il precedente primato di Randy Barnes, mentre Sydney McLaughlin ha stabilito il nuovo record mondiale dei 400 metri ostacoli con il tempo di 51"90.